# Marathon aux Jeux olympiques de 1904
Vous lisez un « article de qualité » labellisé en 2021.
Pour un article plus général, voir Athlétisme aux Jeux olympiques d'été de 1904.
Navigation
Paris 1900 Londres 1908
L'épreuve du marathon aux Jeux olympiques de 1904 se déroule le 30 août 1904 dans les rues de Saint-Louis, aux États-Unis, à partir du stade Francis Field. Elle est remportée par l'Américain Thomas Hicks avec un temps anormalement long de 3 h 28 min 53 s, le plus long de l'histoire olympique pour un vainqueur. Le podium est complété par Albert Corey, un Français courant pour les États-Unis en raison de contraintes administratives, et l'Américain Arthur Newton avec des temps de respectivement 3 h 34 min 52 s et 3 h 47 min 33 s.
Trente-deux athlètes représentant quatre nations (ou cinq, à la suite de l'assignation rétroactive de la médaille d'argent d'Albert Corey à la France) participent à la compétition, mais seulement quatorze parviennent à terminer la course, dans un contexte particulier entre organisation et arbitrage insuffisants. Plusieurs hommes passent notamment près de la mort par hémorragie interne en raison des importants nuages de poussière créés par des routes de mauvaise qualité sur lesquelles roulent de nombreuses voitures. Des collines pentues accentuent le caractère hostile du parcours de 24,85 milles (40 km). Le très faible accès à l'eau, seulement un point de rafraîchissement voire deux étant mis à disposition des athlètes, produit des blessures et des abandons alors que la course prend un départ tardif à 15 heures sous une température élevée d'environ 32 °C. Ces conditions néfastes sont en grande partie volontaires de la part du directeur des Jeux James Edward Sullivan, qui souhaitait tester les limites du corps humain et étudier les effets d'une déshydradation forcée lors de l'effort.
D'autres athlètes se font remarquer lors de l'épreuve, comme Frederick Lorz qui devient célèbre pour avoir embarqué dans une voiture après son abandon et fini à pied la course, en se faisant passer pour le vainqueur, ou encore Félix Carvajal (Andarín Carvajal), un facteur cubain ayant couru en vêtements de ville et venu en stop à Saint-Louis : il finit quatrième malgré une sieste faite au milieu de la course à cause d'une indigestion de fruits. La véracité de certaines anecdotes liées à l'épreuve — comme celle de la sieste — demeure néanmoins contestée par des historiens, la quasi-totalité des informations connues étant tirées du rapport de l'officiel Charles J. P. Lucas, qui s'est par ailleurs illustré en participant au dopage du vainqueur Thomas Hicks avec de la strychnine (de la mort aux rats), des blancs d'œufs et du brandy.
Outre le premier cas de dopage avéré aux Jeux olympiques, l'épreuve est marquée par la participation des deux premiers olympiens noirs africains Jan Mashiani et Len Taunyane, venus d'Afrique du Sud et ayant rejoint par hasard l'épreuve depuis l'Exposition universelle de 1904, et du premier olympien amérindien Frank Pierce. Cette épreuve connaît une importante postérité en raison des nombreuses situations cocasses et dangereuses qui la composent, ayant failli signer la disparition du marathon aux Jeux olympiques, jusqu'à être appelée par le Comité international olympique lui-même la « plus étrange course de l'histoire olympique ».

## Contexte

### Jeux olympiques de 1904

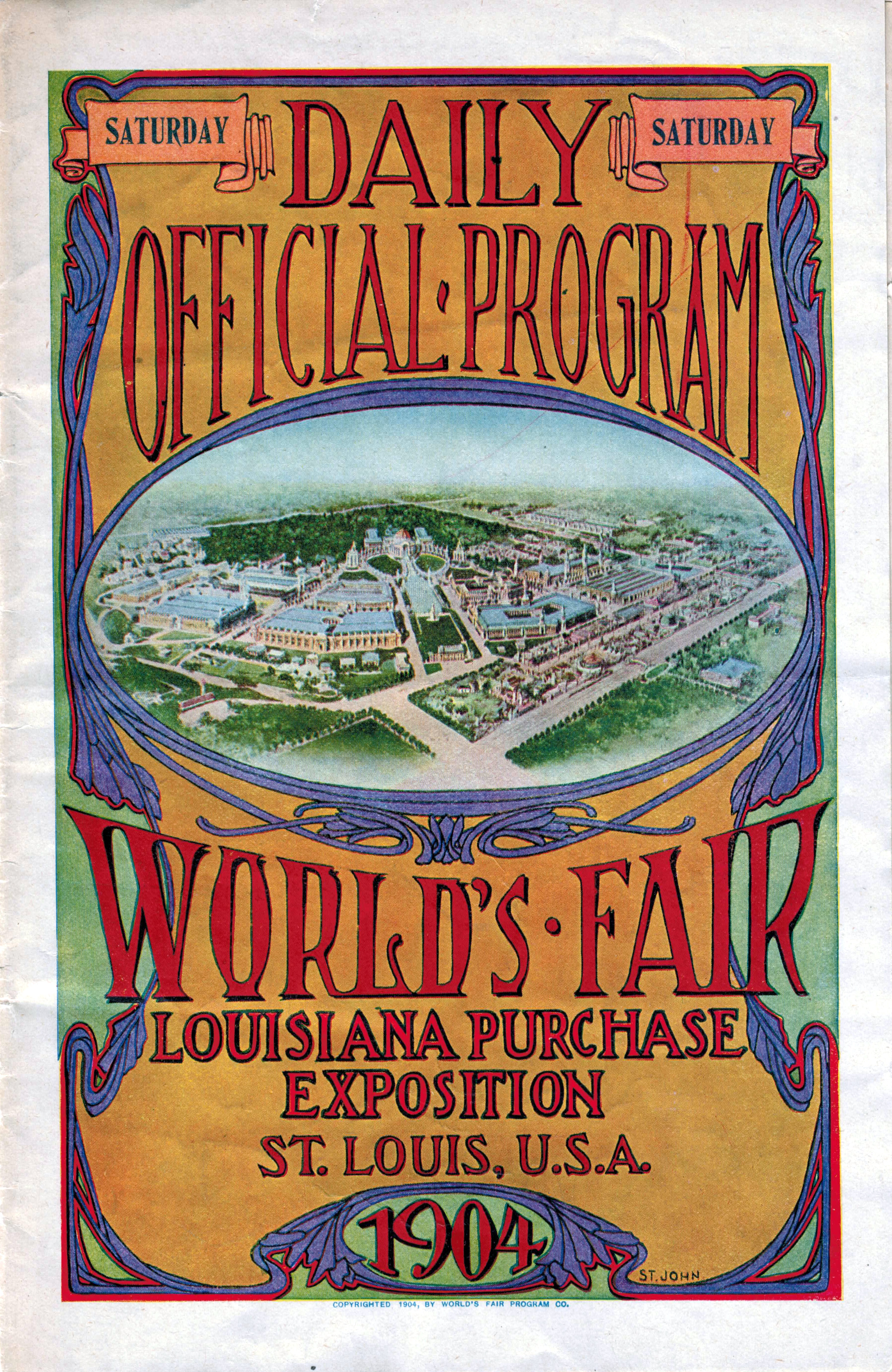
Couverture du programme journalier de l'Exposition universelle de 1904, servant aussi d'affiche pour les Jeux olympiques.

Pour la première olympiade organisée aux États-Unis, c'est la ville de Saint-Louis qui est choisie comme hôte en raison de la tenue simultanée dans la ville de l'Exposition universelle de 1904 célébrant le centenaire de la vente de la Louisiane, aux dépens de Chicago qui avait pourtant été élue dans un premier temps,,.
Contrairement aux deux précédents Jeux — à Athènes en 1896 et à Paris en 1900 — qui avaient été de grands succès, ils sont ici fortement éclipsés par l'Exposition qui comprend par ailleurs aussi des épreuves sportives : les très controversées Journées anthropologiques, où des indigènes sont forcés de prendre part à des épreuves humiliantes,,. Ces dernières, à l'instigation même du directeur des Jeux et de la course du marathon James Edward Sullivan, ont pour objectif de légitimer ses opinions racistes et de démontrer à ses yeux la supériorité de l'homme blanc face aux « sauvages » en opposant leurs performances sportives,,.
L'historien George R. Matthews conteste l'idée que le public américain n'ait rien su de ces Jeux : il signale que de nombreux articles y ayant trait ont saturé la presse pendant les mois de l'événement, même dans des journaux locaux publiés loin de Saint-Louis.

### Participants
Se déroulant le 30 août 1904, il s'agit du troisième marathon olympique ayant été couru. Avant cette compétition, le record olympique dans la discipline est de 2 h 58 min 50 s. Son détenteur est l'athlète grec Spyrídon Loúis, qui l'a réalisé le 10 avril 1896 lors du marathon des Jeux olympiques de 1896.

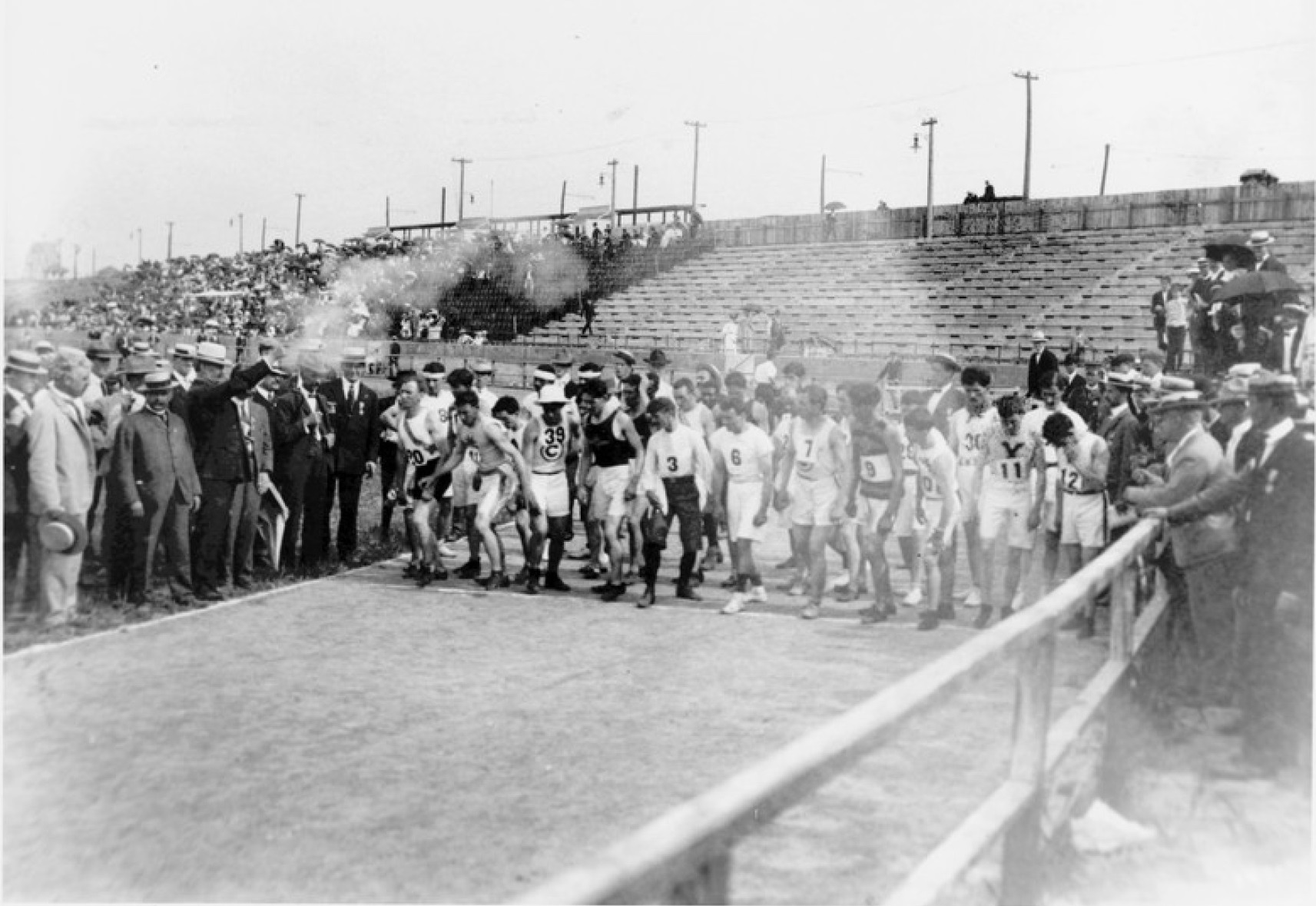
Le coup de feu tiré par David R. Francis signalant le début de l'épreuve au stade Francis Field (nommé d'après lui).

Des participants du marathon des Jeux olympiques de 1900, seul Arthur L. Newton — qui y avait fini cinquième — court à nouveau,. Parmi les coureurs américains, on compte aussi notamment les trois derniers vainqueurs du Marathon de Boston : Samuel Mellor (1902), John Lordan (ou Lorden, 1903) et Michael Spring (1904),. Deux autres athlètes font partie des favoris : Thomas Hicks et Frederick (ou Fred) Lorz, respectivement deuxième et cinquième du dernier Marathon de Boston. La Metropolitan Association of the Amateur Athletic Union a par ailleurs organisé une « course spéciale de sept milles » le 13 août 1904 dans le Queens, les huit meilleurs coureurs recevant un voyage rémunéré pour participer au marathon, ce qui concerne une bonne partie des Américains finalement alignés au départ,.
Les meilleurs coureurs étrangers ne sont pas présents pour l'événement en raison du coût du trajet et du logement pendant plusieurs mois de compétition — même Pierre de Coubertin ne fait pas le déplacement. Des quarante-et-un inscrits ne se présentent au départ que trente-deux concurrents — dont dix-huit Américains —, lesquels ne représentent que quatre nationalités sportives,. Des résidents étrangers participent également pour les États-Unis, comme le français Albert Corey (parfois improprement orthographié Coray) non retenu au sein de l'équipe de France car dépourvu des documents adéquats, la France n'ayant officiellement pas envoyé de délégation pour les Jeux. Il représente donc en pratique son club d'athlétisme, la Chicago Athletic Association, en faisant notamment croire qu'il a couru le marathon olympique de 1900 pour légitimer sa place,,. Par ailleurs, l'épreuve réunit des spécialistes du marathon avec des coureurs de demi-fond voire des amateurs n'ayant jamais participé à une course auparavant,,. C'est notamment le cas des neuf membres de la délégation grecque, tous vivant déjà aux États-Unis mais dont les capacités athlétiques sont inconnues. Certains, notamment John Furla, ont longtemps été tenus pour Grecs mais sont dorénavant considérés comme Américains ; il semble que la majorité des athlètes grecs avaient la double nationalité,.

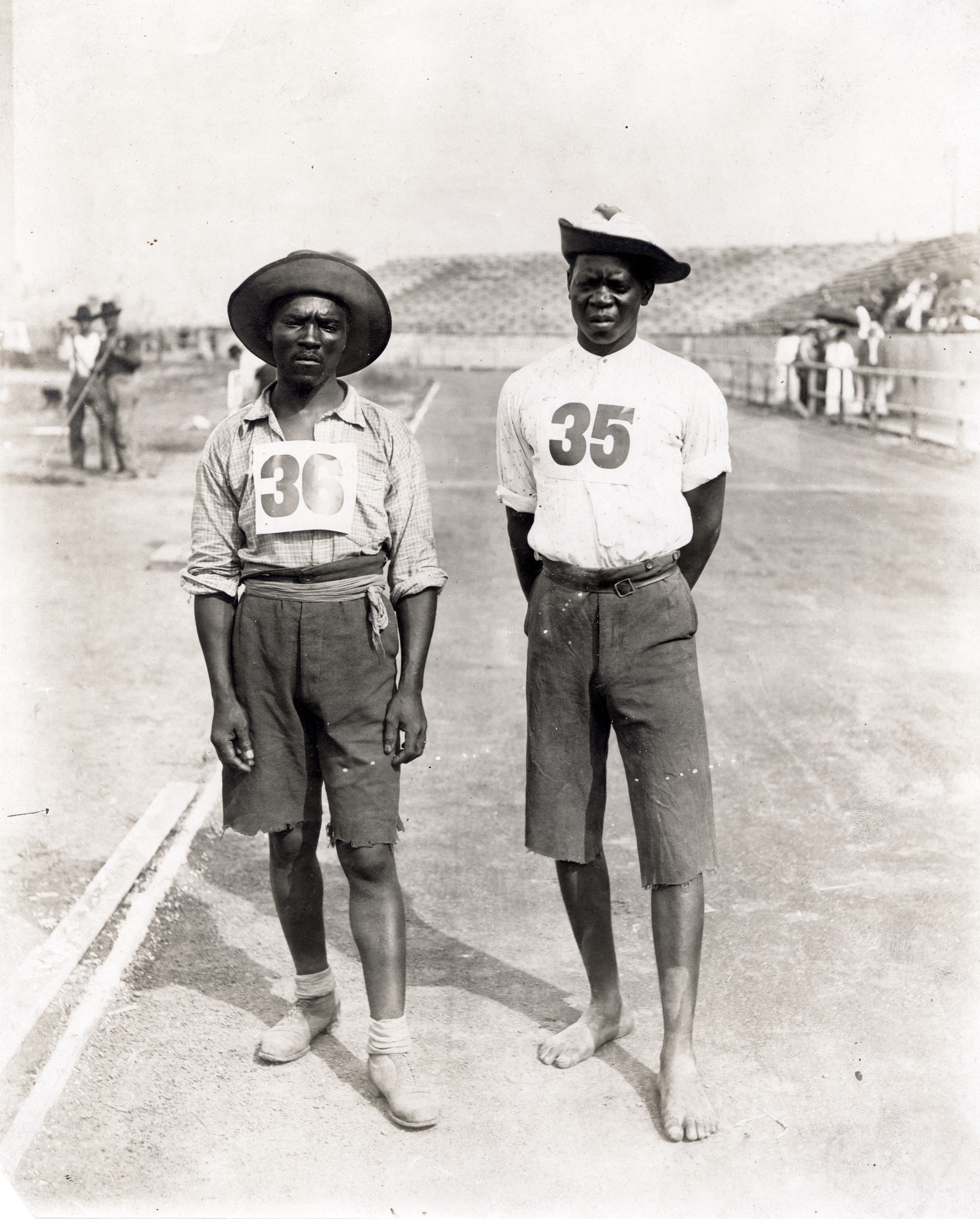
Jan Mashiani (à gauche) et Len Taunyane (à droite) avant la course.

Cette course est marquée par la présence au départ des deux premiers sportifs noirs africains à concourir aux Jeux olympiques : Len Taunyane et Jan Mashiani — les noms ayant été notés de façon phonétique, de nombreuses autres graphies sont rapportées, comme Lentauw et Yamasani —, alors décrits comme des Zoulous,. Des recherches ultérieures, notamment celles de Floris van der Merwe en 1999 et de Karl Lennartz en 2004, permettent d'établir qu'ils n'étaient pas des Zoulous mais des Tswanas et de préciser la graphie de leur nom,,. Toutefois, le premier sportif noir à concourir est probablement le franco-haïtien Constantin Henriquez quatre ans plus tôt en 1900 — et le premier à remporter une médaille d'or, en rugby — et il y a dès 1896 des sportifs africains d’ascendance européenne, comme le Français Paul Masson né en Algérie ou le Grec Dionysios Kasdaglis vivant en Égypte. Taunyane et Mashiani ne sont pas initialement à Saint-Louis pour participer aux Jeux olympiques, puisqu'ils sont des militaires jouant le rôle de figurants pour une animation consacrée à la guerre des Boers à l'Exposition universelle, mais ils sont invités à participer en raison du manque d'engouement et d'athlètes pour les Jeux même s'ils ne sont pas affiliés à un quelconque club,,. Du fait de l'inexistence d'une Afrique du Sud encore inconnue sous ce nom, ils représentent alors la Grande-Bretagne ; le CIO les reconnaît cependant rétroactivement comme concourant pour l'Afrique du Sud,,.
Frank Pierce est aussi le premier participant autochtone d'Amérique aux Jeux olympiques, mais peu de choses sont connues de sa course et de sa vie à part le fait qu'il a bien pris le départ puis abandonné,,,. Charles J. P. Lucas mentionne uniquement que son abandon aurait eu lieu après 17 h 17.

## Conditions de la course

### Conditions climatiques
Au lieu de commencer le marathon tôt le matin, comme cela se fait de façon contemporaine afin de profiter de températures plus fraîches, les organisateurs de Saint-Louis font démarrer l'épreuve en plein après-midi vers 15 heures — le coup de pistolet signalant le départ étant tiré à 15 h 3 par David R. Francis, président de l'Exposition universelle et ancien gouverneur du Missouri — avec une température au départ d'environ 32 °C (la valeur de 28 °C à l'ombre étant aussi rapportée) et un taux d'humidité de 90 %,,. Les rapports divergent cependant sur l'humidité, et il reste possible qu'elle ait été significativement moins élevée. David Martin et Roger Grynn déduisent notamment que l'humidité devait être faible car il est rapporté sur un document d'époque la rapide évaporation de l'eau sur un athlète se rafraichissant.
Charles J. P. Lucas rapporte qu'il n'y avait qu'un seul endroit prévu où les concurrents pouvaient se procurer de l'eau fraîche : un puits aux 12 milles (19,31 km), ce qui est ensuite repris par la majorité des publications,,,. Une source d'eau supplémentaire est parfois mentionnée par des références ultérieures, un château d'eau vers les 6 milles (9,66 km), qui semble avoir été utilisé de façon non contrôlée,,. Cette faible quantité d'eau disponible est un choix délibéré des organisateurs, le directeur des Jeux James E. Sullivan ayant décidé de limiter l'eau absorbée par les athlètes afin de tester les effets de la déshydratation,,. Cela s'intègre en continuité des Journées anthropologiques, le directeur étant intéressé par l'étude du lien entre la race, l'entrainement ou encore les stimulants et la performance. Cette « expérience » aurait été menée de façon conjointe avec le Département de la culture physique de l'Exposition universelle, qui aide notamment aux tests anthropométriques et à l'archivage de nombreuses données physiologiques sur les athlètes avant et après l'effort,. Le marathon est particulièrement étudié car il est pensé qu'au vu de l'intensité de l'effort, les résultats pourraient être étendus aux courses plus courtes. La façon dont les athlètes pouvaient accéder à l'eau reste inconnue, à savoir si des volontaires étaient présents pour fournir des verres d'eau ou si un simple robinet était accessible.

### Parcours

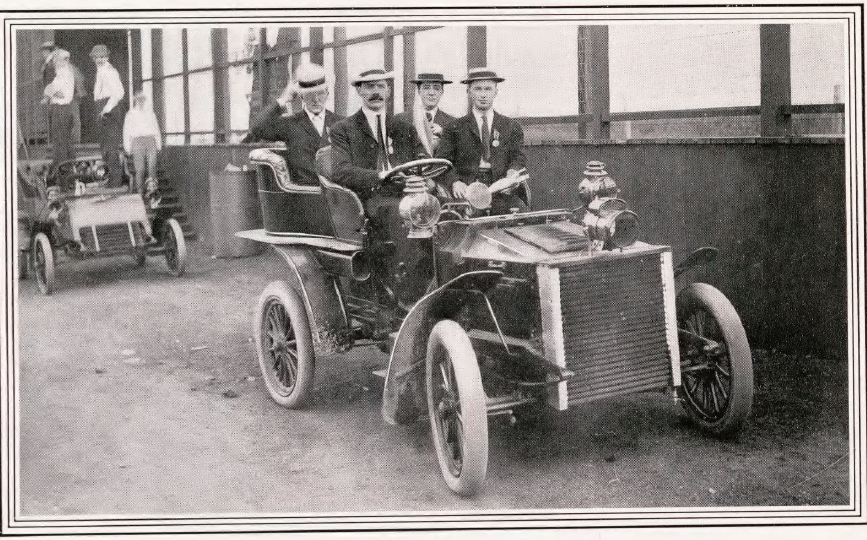
Charles J. P. Lucas (à gauche du conducteur), de qui proviennent la majorité des informations connues sur la course, avant le départ.

La distance totale à parcourir est de 24,85 milles (40 km), la longueur contemporaine d'un marathon à 42,195 km n'ayant pas encore été standardisée,. La mesure exacte de la distance de la course reste cependant peu fiable, celle-ci n'ayant pas été faite avec des moyens suffisamment précis tels qu'un odomètre : c'est Charles J. P. Lucas, dans son rapport sur les Jeux en 1905, qui donne la valeur de 24 milles et 1500 verges aujourd'hui retenue, mais deux habitants de Saint-Louis, June W. Becht et Wayne McFarland, suggèrent en 1999 que la distance réelle est plus proche de 42,3 km.
Le départ comprend quatre tours du stade Francis Field, d'une forme inhabituelle avec une longue ligne droite et trois autres plus petites pour un tour de piste de 587,67 yards (537,37 m), avant d'en sortir par la porte Est lors du cinquième tour,. La suite de la course se fait sur une boucle de routes de campagne parcourue dans le sens des aiguilles d'une montre se finissant par un retour puis près d'un dernier tour de Francis Field,,. Les routes parcourues existent toujours de nos jours. Des points de contrôles sont placés environ tous les trois milles afin de noter l'ordre des concurrents. Ce parcours est très vallonné : Charles J. P. Lucas rapporte la présence de sept collines d'altitudes allant de 30 à près de 100 mètres sur le trajet, avec parfois d'importants dénivelés,. Il n'indique toutefois pas où elles sont précisément situées, juste que deux sont dans les derniers milles de la course et ont donc été parcourues à l'aller également.
Les athlètes évoluent par ailleurs sur des routes de campagne très poussiéreuses et non pavées peu adaptées à la course — contrairement au macadam du Marathon de Boston, entre autres —, qui sont parcourues par une douzaine de chevaux avant puis par la douzaine de véhicules des officiels, médecins et entraîneurs après les coureurs,. Cela a pour effet de créer des nuages de poussière qui exacerbent les conditions rudes de la course et rendent difficile la respiration pour les athlètes,. Il est estimé que l'absence des automobiles aurait permis à la course de durer une demi-heure de moins,. D'autres obstacles de la vie quotidienne sont également présents, comme des rochers, des chiens ou encore d'autres voitures et trains circulant à travers le parcours,. Nancy J. Parezo ironise en disant que la course aurait dû être enregistrée comme une épreuve de steeple tandis que Charles J. P. Lucas résume le parcours comme étant « le plus difficile qu'on ait jamais demandé à un être humain de parcourir en courant »,,,.

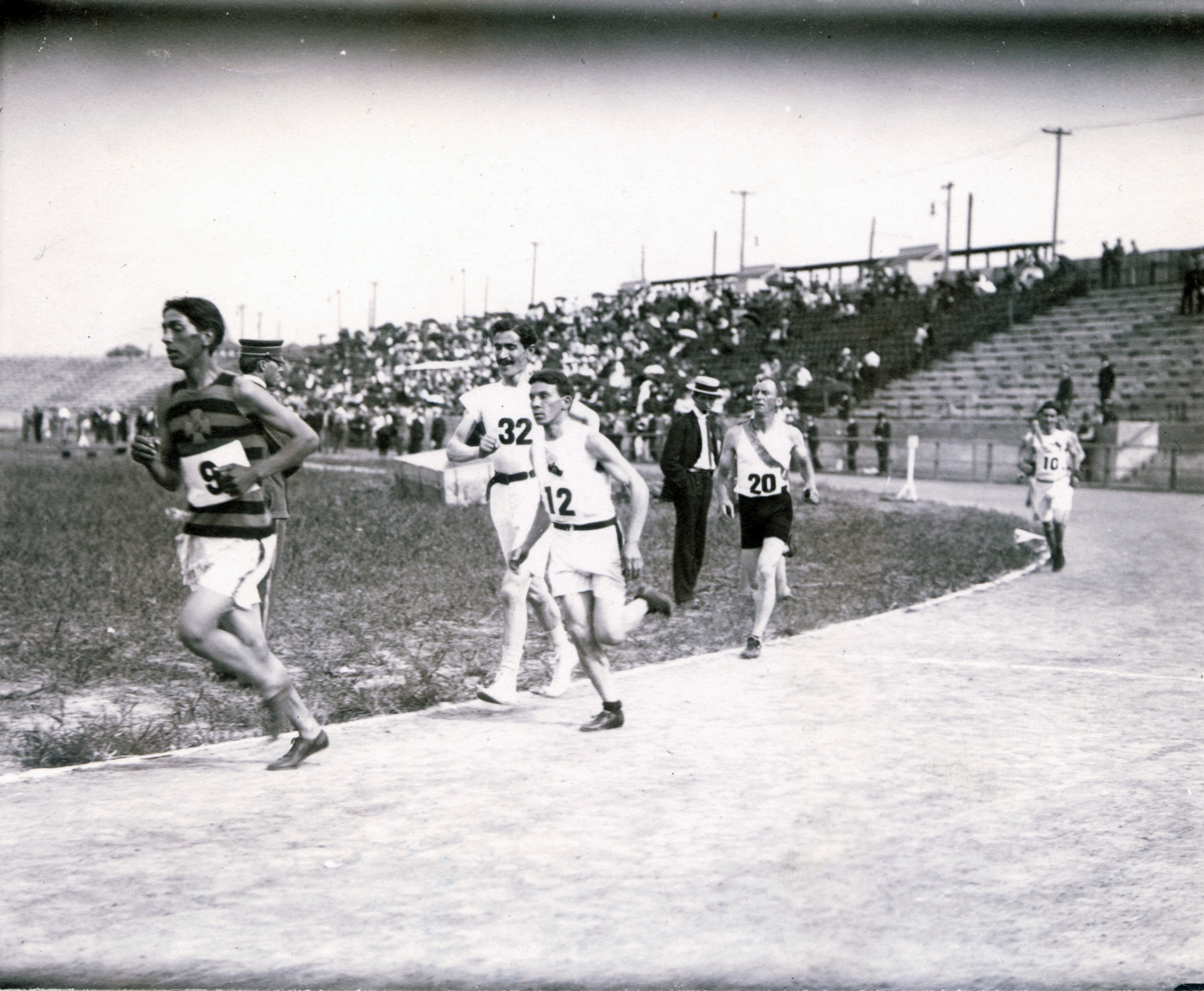
Début de la course avec des tours de Francis Field. On observe notamment Thomas Hicks (#20), futur vainqueur, et Arthur Newton (#12), futur troisième.
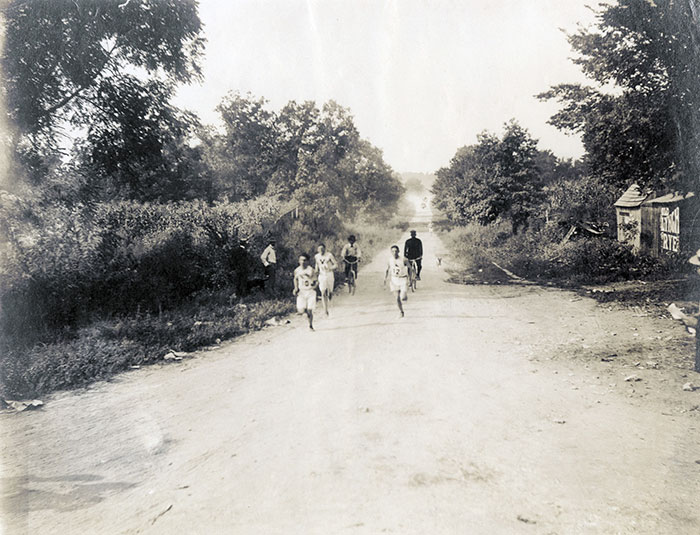
Samuel Mellor mène, Edward Carr derrière lui tandis que Michael Spring est à droite.
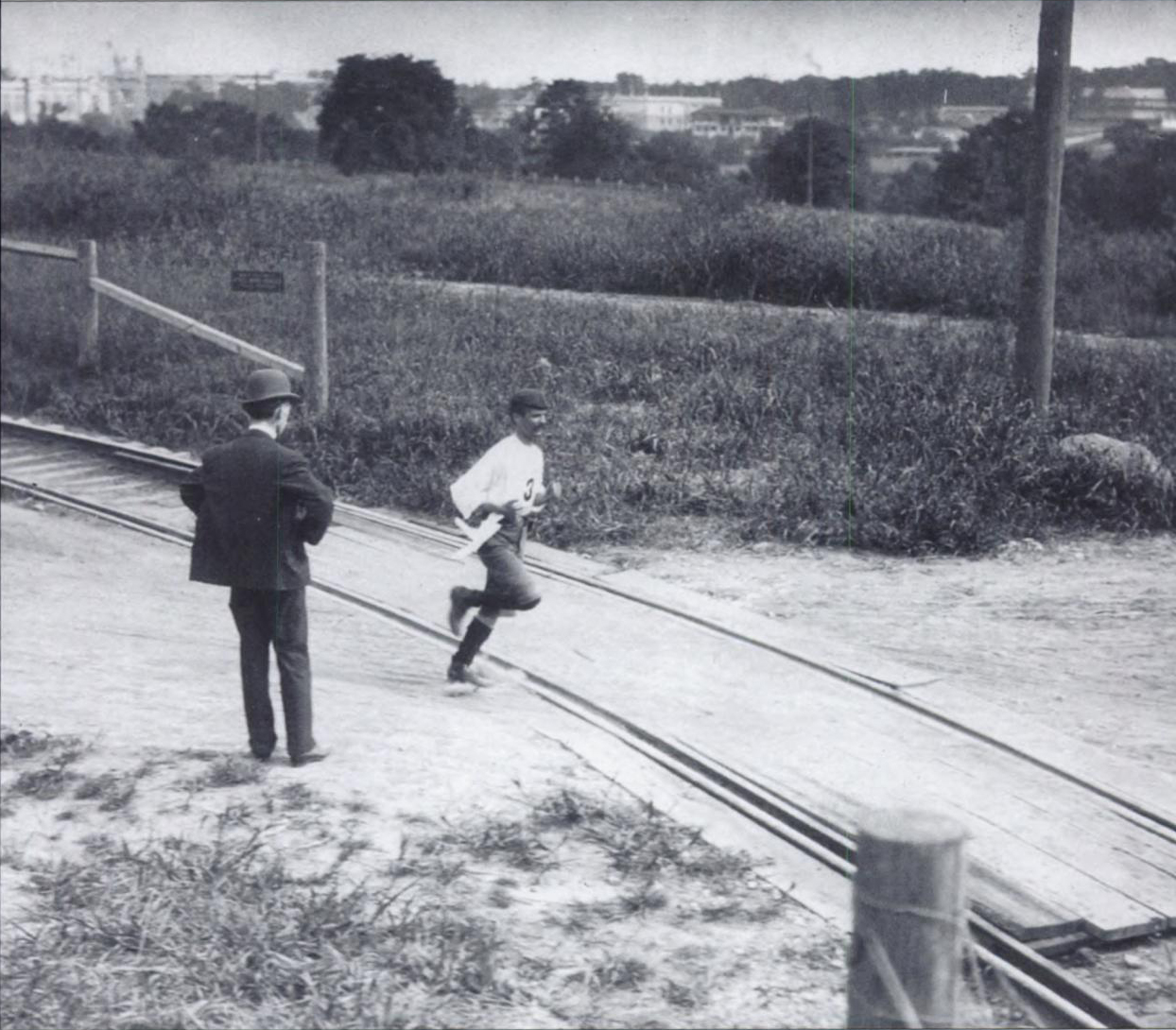
Félix Carvajal sur un chemin de fer poussiéreux pendant la course.
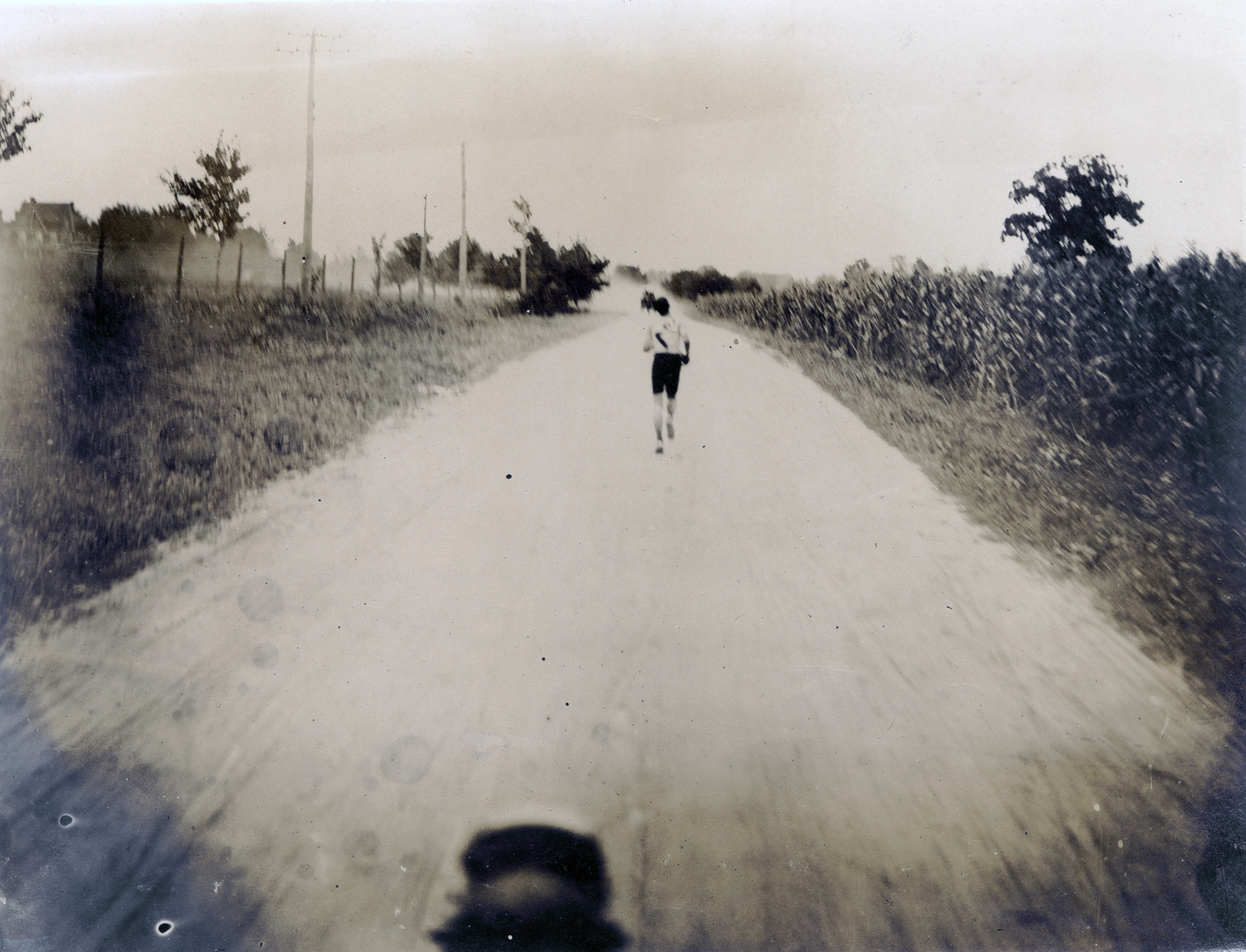
Thomas Hicks menant la course à la marque du 20e mille (32,19 km).

## Athlètes remarquables

### Frederick Lorz

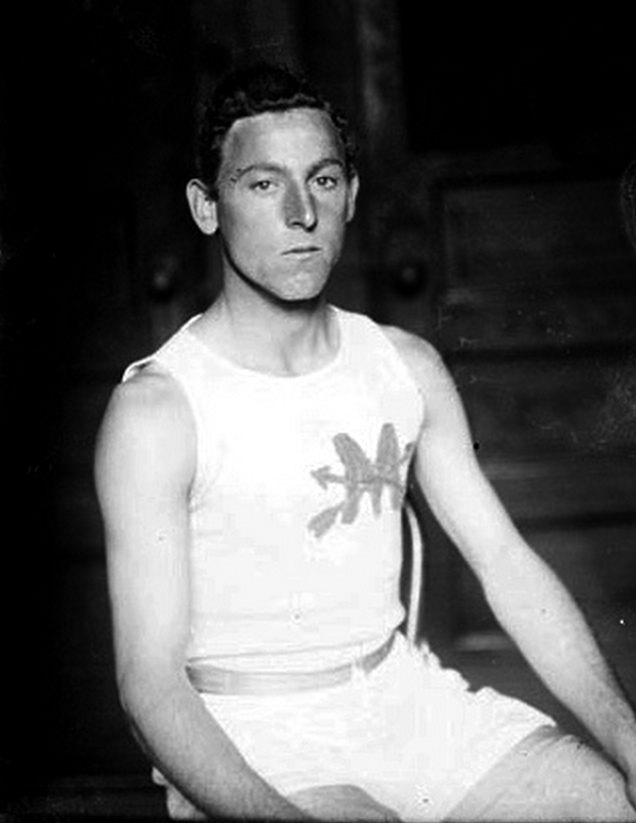
Frederick Lorz, premier à passer la ligne d'arrivée mais finalement disqualifié pour avoir triché.

Le premier concurrent à passer la ligne d'arrivée est le coureur américain Frederick « Fred » Lorz, qui avait toutefois abandonné la course après 9 milles (14,48 km) car épuisé et pris de crampes. Il est alors transporté par son entraîneur en voiture pendant 11 milles (17,7 km), saluant les spectateurs et les coureurs pendant le trajet, jusqu'à ce que le véhicule tombe en panne ; ayant eu l'occasion de récupérer, il finit en courant le retour jusqu'au Francis Field,,. Charles J. P. Lucas, qui l'avait vu auparavant en voiture, lui ordonne de s'arrêter, mais Fred Lorz lui assure qu'il souhaite juste rentrer au stade et ne fait plus partie de la course.

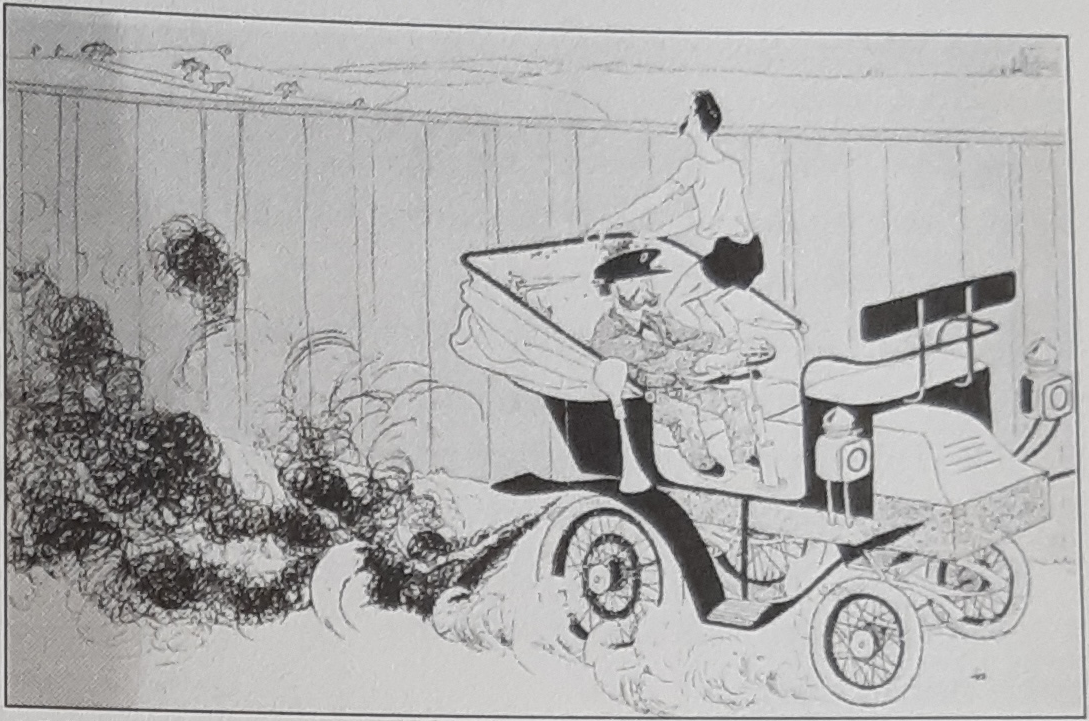
Caricature d'époque représentant Frederick Lorz empruntant une voiture pendant la course (auteur inconnu).

Dans la confusion et alors qu'il est salué comme le vainqueur, Alice Roosevelt Longworth, la fille du président des États-Unis de l'époque Theodore Roosevelt, lui pose une couronne d'olivier sur la tête ; il aurait peut-être également pris une photo avec elle. Cependant, George R. Matthews accuse l'autre historien Bill Henry d'avoir totalement mis en fiction la partie de cette scène avec Alice Roosevelt, car elle ne pouvait être présente à Saint-Louis le 30 août 1904. Lorsqu'il est sur le point de recevoir la médaille d'or, environ seize minutes après son arrivée, l'imposture est révélée par les officiels qui accompagnaient Thomas Hicks, le futur vainqueur, ; il est aussi possible qu'un autre témoin se soit avancé et que l'imposture ait été révélée avant l'arrivée de Hicks. Fred Lorz admet directement la triche et indique avoir seulement voulu plaisanter, son caractère farceur étant déjà connu à l'époque,,.
Cela lui vaut la colère du public — environ 10 000 personnes dans le stade, selon le correspondant du St. Louis Post-Dispatch, — ainsi qu'un bannissement à vie de la compétition par l'Amateur Athletic Union (AAU), dont le président est James E. Sullivan ; ce dernier sera cependant rapidement levé après seulement six mois le 19 février 1905,. Il peut ainsi participer au Marathon de Boston de 1905, qu'il remporte,,.

### Thomas Hicks

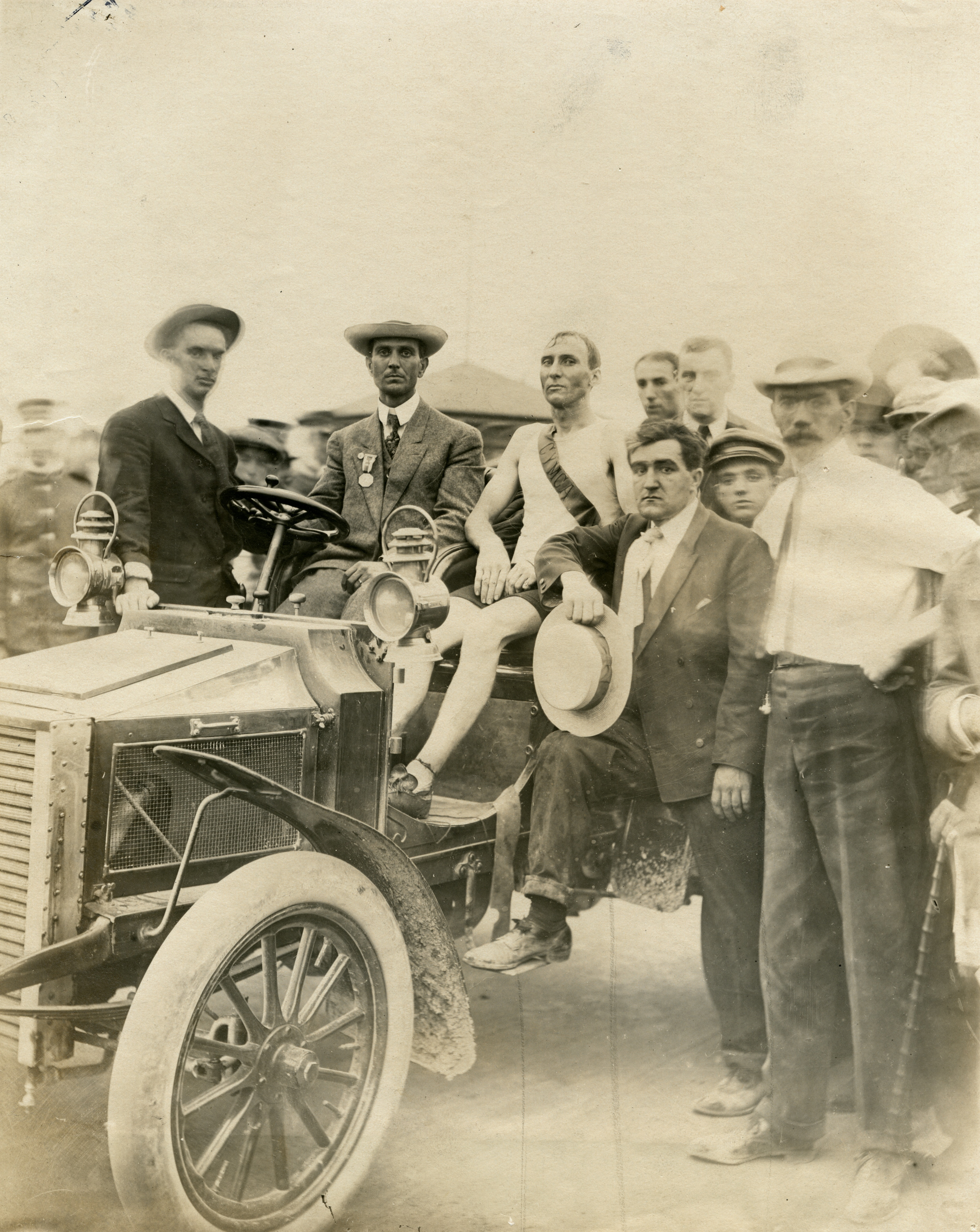
Thomas Hicks se reposant dans une voiture après la course.

Le deuxième à passer la ligne d'arrivée, Thomas Hicks, un Britannique s'étant installé aux États-Unis, finit vainqueur de l'épreuve bien qu'il ait été significativement aidé. En effet, après 10 milles (16,09 km), Hicks est vers l'avant de la course mais montre d'importants signes de fatigue. Il supplie alors ceux qui viennent à son aide (Hugh C. McGrath et Charles J. P. Lucas, qui a également rédigé le rapport des Jeux) de lui donner à boire, mais ceux-ci refusent et lui aspergent plutôt la bouche avec de l'eau distillée,,.
Plus tard, à environ 7 milles (11,27 km) de l'arrivée, ses nouveaux assistants lui interdisent de s'arrêter et de s'allonger mais lui donnent plutôt un mélange de strychnine — un poison pour rats qui stimule le système nerveux à petites doses — et de blancs d'œufs, ce qui constitue la première mention d'un dopage aux Jeux olympiques modernes,,. La nouvelle de la disqualification à venir de Fred Lorz pour fraude — alors qu'il venait de le dépasser, grâce au repos accumulé — le remotive et ses entraîneurs lui redonnent une dose de la précédente concoction de strychnine, cette fois-ci associée à du « brandy »,,,. Après avoir été aspergé d'eau chaude, il reprend la course à bon rythme mais est pris d'hallucinations, croyant notamment que la ligne d'arrivée est bien plus éloignée qu'elle ne l'est réellement,.

« Hicks courait machinalement, comme un mécanisme bien huilé. Ses yeux étaient ternes, sans éclat ; la couleur cendrée de son visage et de sa peau s'était accentuée ; ses bras apparaissaient comme des poids attachés à son corps ; il pouvait à peine lever les jambes, ses genoux étaient presque raides. »

— Charles J. P. Lucas, officiel de la course et aide de Thomas Hicks, à propos des derniers kilomètres de l'athlète.
Quand il retrouve Francis Field après près de trois heures et demie d'effort, son équipe de supporteurs l'emmène jusqu'à la ligne en le tenant en l'air pendant qu'il remue les pieds comme s'il courait toujours,. Les juges décident que cela est acceptable et lui décernent la médaille d'or, ; on lui offre également une coupe en argent, mais il est trop faible pour la porter. Il est acclamé par les spectateurs, notamment heureux que le vainqueur soit un Américain. Bien que la distance parcourue soit la plus petite jamais enregistrée pour un marathon aux Jeux olympiques, le temps du vainqueur, enregistré à 3 h 28 min 53 s, est de loin le plus lent avec une marge d'environ 30 minutes par rapport au second plus lent, Michel Théato au marathon de 1900,,,.
Ayant perdu entre 8 et 10 livres (3,6 kg et 4,5 kg) lors de la course — soit jusqu'à 7,5 % de sa masse corporelle, le poids des athlètes avant et après la course étant mesuré de façon précise dans le cadre de l'« expérience » menée sur la déshydratation —,, Thomas Hicks est transporté hors de la piste et traité par plusieurs médecins en urgence pendant plus d'une heure, des soins qui lui ont probablement sauvé la vie,.
Everett Brown, directeur de la Chicago Athletic Association — club d'Albert Corey, la médaille d'argent —, lance une procédure en vue de faire disqualifier Thomas Hicks pour l'aide reçue, mais les arbitres Dr. Luther Gulick et Charles Senter puis le directeur James E. Sullivan décident de l'ignorer et de conserver le champion,,. Toutefois, cette plainte portait davantage sur le fait que Hicks était rythmé par deux automobiles, une devant et une derrière, plutôt que sur l'aide médicamenteuse et physique reçue, Charles J. P. Lucas et Hugh. C. McGrath l'ayant à de multiples reprises porté.

### Albert Corey et Arthur Newton
Après Thomas Hicks, ce sont le Français courant pour les États-Unis Albert Corey — qui apparaît lui bien plus en forme que Thomas Hicks même s'il a couru sans assistance — et l'Américain Arthur Newton qui complètent le podium avec des temps de respectivement 3 h 34 min 52 s et 3 h 47 min 33 s. Ce dernier est par ailleurs le premier athlète à finir deux marathons olympiques. Ils sont les premiers marathoniens à recevoir les trois médailles olympiques d'or, d'argent et de bronze, qui sont introduites à ces Jeux.
Parmi les quatorze athlètes sur les trente-deux au départ parvenus à l'arrivée — proportion de finisseurs la plus basse de l'histoire des Jeux olympiques —, seuls les trois premiers ont vu leur temps précisément enregistré,,.

### Divers abandons de favoris

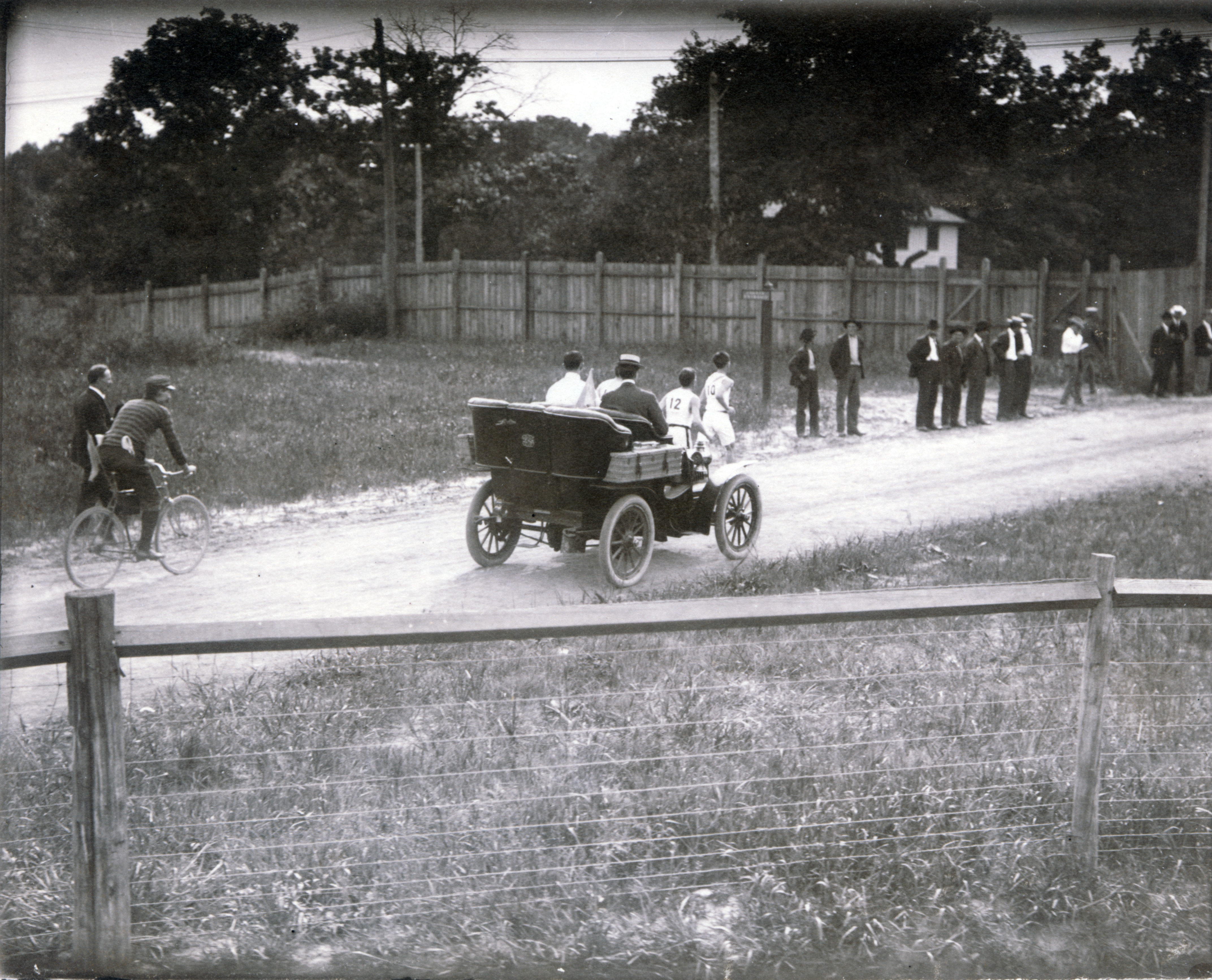
Les premiers coureurs à quitter le stade : Samuel Mellor (#10) et Michael Spring (#13, derrière l'automobile), anciens vainqueurs du Marathon de Boston. Aucun des deux ne finit la course. Arthur Newton (#12) est avec eux.

Samuel Mellor, vainqueur du Marathon de Boston 1902 et parmi les favoris, est contraint d'abandonner vers 14,5 milles (23,34 km) à cause de la poussière après avoir mené jusque-là. Selon sa version, néanmoins peu reprise, il aurait été tellement en avance qu'il pense s'être trompé de chemin et a fait demi-tour alors qu'il était sur la bonne route.
John Lordan, vainqueur du Marathon de Boston 1903, est pris de vomissements après seulement un demi-mille à courir et ne finit pas non plus l'épreuve,,.
William Garcia, de San Francisco, manque de mourir durant ce marathon : l'ingestion de poussières soulevées par les voitures des officiels lui cause une grave hémorragie digestive ; il est retrouvé à l'agonie, allongé sur la route le long du parcours en train de cracher du sang avec moins d'une heure à vivre sans traitement approprié, d'après Charles J. P. Lucas,,,.
D'autres accidents en marge de la course sont également à déplorer, tels que les blessures graves de deux personnes à la suite de la sortie de route d'une automobile depuis une colline, sans qu'il soit clair si les blessés sont les occupants ou des spectateurs,.

### Félix Carvajal
Un facteur cubain nommé Félix Carvajal (ou Andarín Carvajal) rejoint le marathon à la dernière minute. Afin de financer son voyage, il avait réalisé de multiples démonstrations lors desquelles il traversait l'île de Cuba de part en part,. Cependant, après avoir perdu tout son argent dans un jeu de dés à La Nouvelle-Orléans, il est contraint de faire de l'auto-stop jusqu'à Saint-Louis,,. Sans autres vêtements à disposition, il doit courir dans ses vêtements de ville — un long pantalon, une chemise et des chaussures de marche. Un autre sportif — Martin Sheridan, un lanceur de disque —, l'aide à s'adapter pour l'événement, notamment en découpant les jambes du pantalon pour en faire un short de fortune,.
N'ayant pas mangé depuis environ deux jours au moment de la course, il s'arrête dans un verger pendant l'épreuve pour se restaurer avec des pommes vertes,. Cependant, celles-ci s'avèrent être pourries et lui causent de fortes crampes d'estomac, le forçant à s'arrêter faire une sieste afin de se reposer,. Il aurait également pris le temps de discuter avec les spectateurs et malicieusement volé deux pêches à un passager de la voiture occupée par Charles J. P. Lucas — probablement le journaliste ou le photographe qui l'accompagnaient — ; ce dernier estime la perte de temps de Carvajal à l'échelle de la course à environ une heure,,,. Malgré ces contretemps, il termine à la quatrième place,. Il aurait alors été en larmes, déçu de ne pas avoir été mieux classé alors qu'il s'en pensait capable à cause de ces faits de course.
Toutefois, l'historien George R. Matthews remet en question la véracité du passage de la sieste : selon lui, il n'y a aucune source d'époque attestant un arrêt et une maladie de Félix Carvajal, encore moins après qu'il a prétendument mené la course. Seul son caractère jovial avec les spectateurs et le vol de pêches semblent attestés tandis que l'origine de cette légende serait Bill Henry dans son livre An Approved History of the Olympics (1948),. David Martin et Roger Grynn évoquent quant à eux la pause au verger pour s'hydrater, mais aucune conséquence néfaste.

### Len Taunyane et Jan Mashiani
Les deux coureurs noirs africains, Len Taunyane et Jan Mashiani, le premier courant certainement pieds nus et le deuxième peut-être — bien que cela apparaisse bien moins probable —, arrivent respectivement neuvième et douzième,,,. C'est une déception, car de nombreux observateurs estimaient que Len Taunyane aurait pu faire mieux s'il n'avait pas été poursuivi près d'un mille en dehors du trajet de la course par un chien errant,,,. Selon d'autres sources, les deux coureurs sud-africains auraient été coursés par un voire plusieurs chiens,,, mais cela contredit le rapport de Charles J. P. Lucas qui précise bien que seul Len Taunyane et un unique chien sont concernés. Le manque d'informations sur leur course malgré le fait qu'ils l'aient finie est attribué à un désintérêt raciste des commentateurs de l'époque.

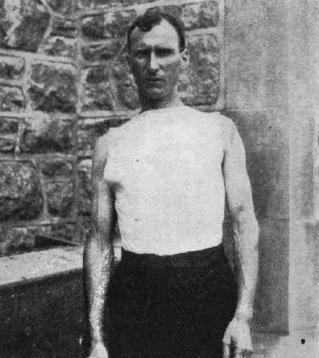
Thomas Hicks, 1er de l'épreuve.
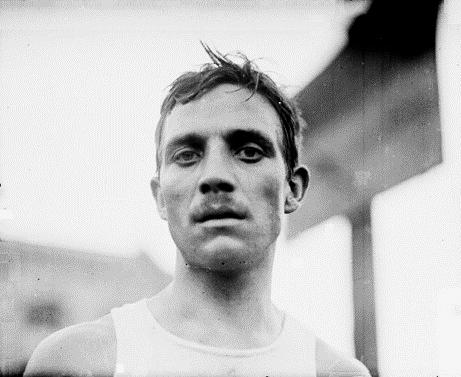
Albert Corey, 2e.
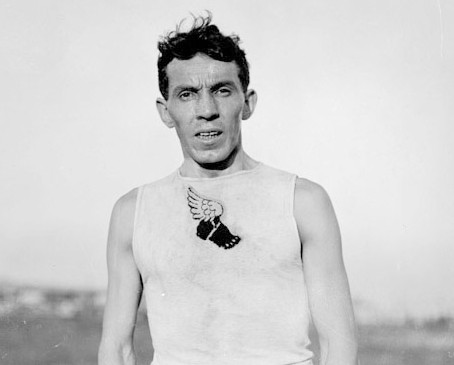
Arthur Newton, 3e.
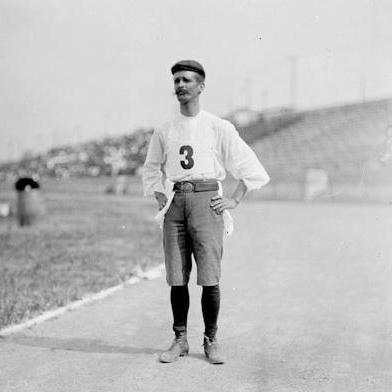
Félix Carvajal, 4e.

## Résultats

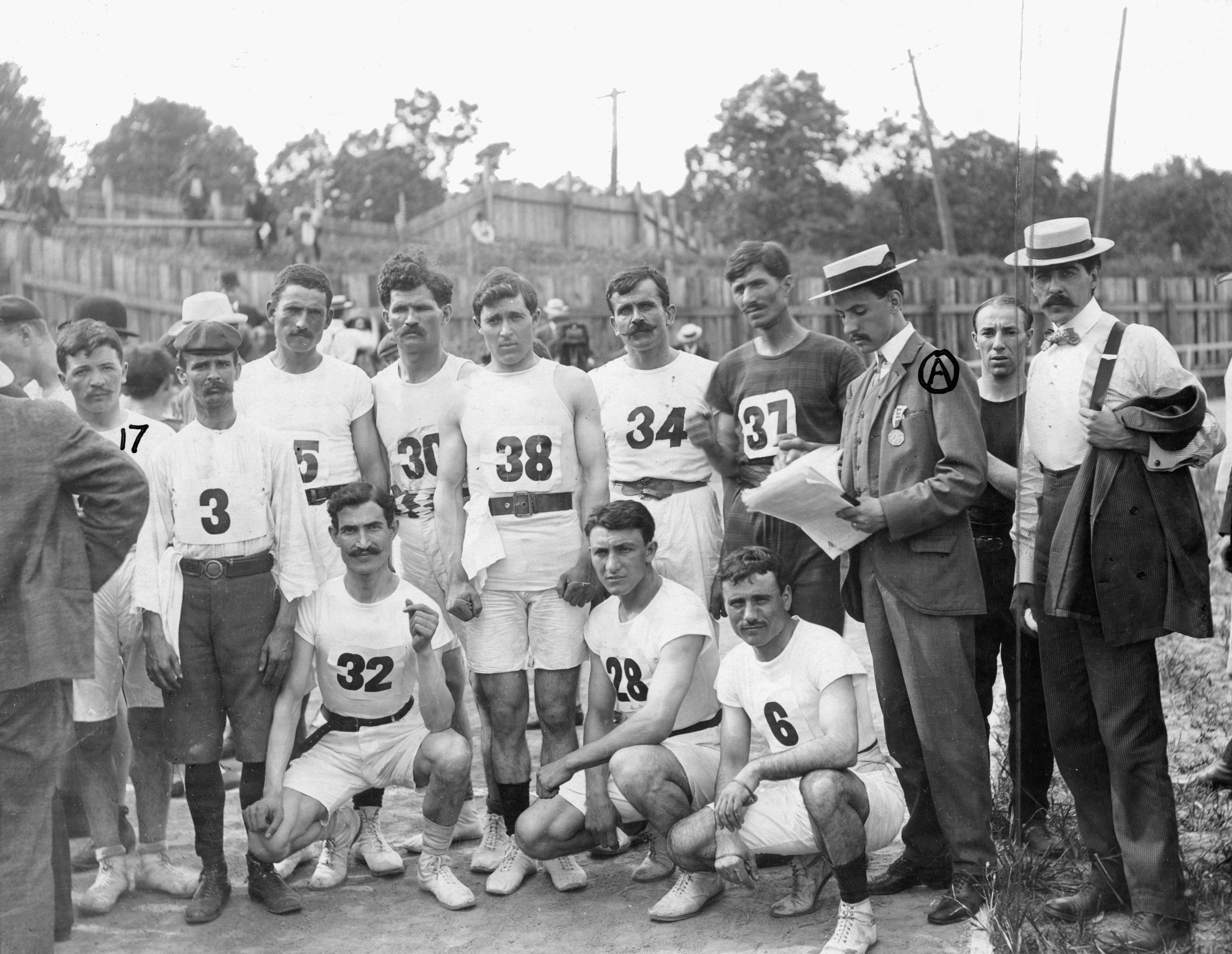
Photo du coureur cubain et des coureurs grecs avant la course : Félix Carvajal (#3), Georgios Vamkaitis (#25), John Furla (#30), Ioannis Loungitsas (#38), Georgios Drosos (#34), Georgios Louridas (#37), Kharilaos Giannakas (#32), Andrew Oikonomou (#28) et Khristos Zekhouritis (#6).

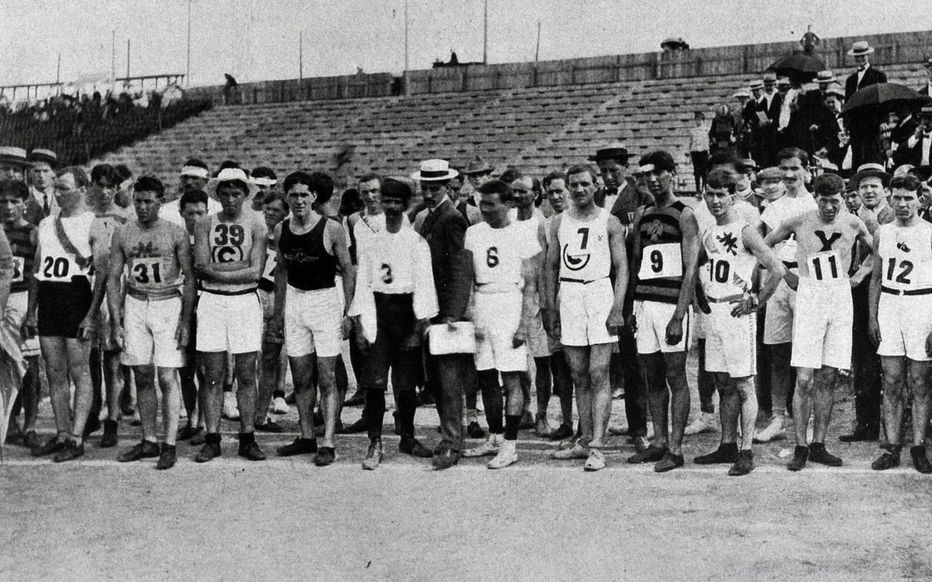
Les athlètes recevant les instructions avant le départ, avec notamment Thomas Hicks (#20), John Kennedy (#4), Frederick Lorz (#31), Sidney Hatch (#39), Félix Carvajal (#3), Khristos Zekhouritis (#6), Albert Corey (#7), Frank Pierce (#9), Samuel Mellor (#10), Edward Carr (#11) et Arthur Newton (#12).

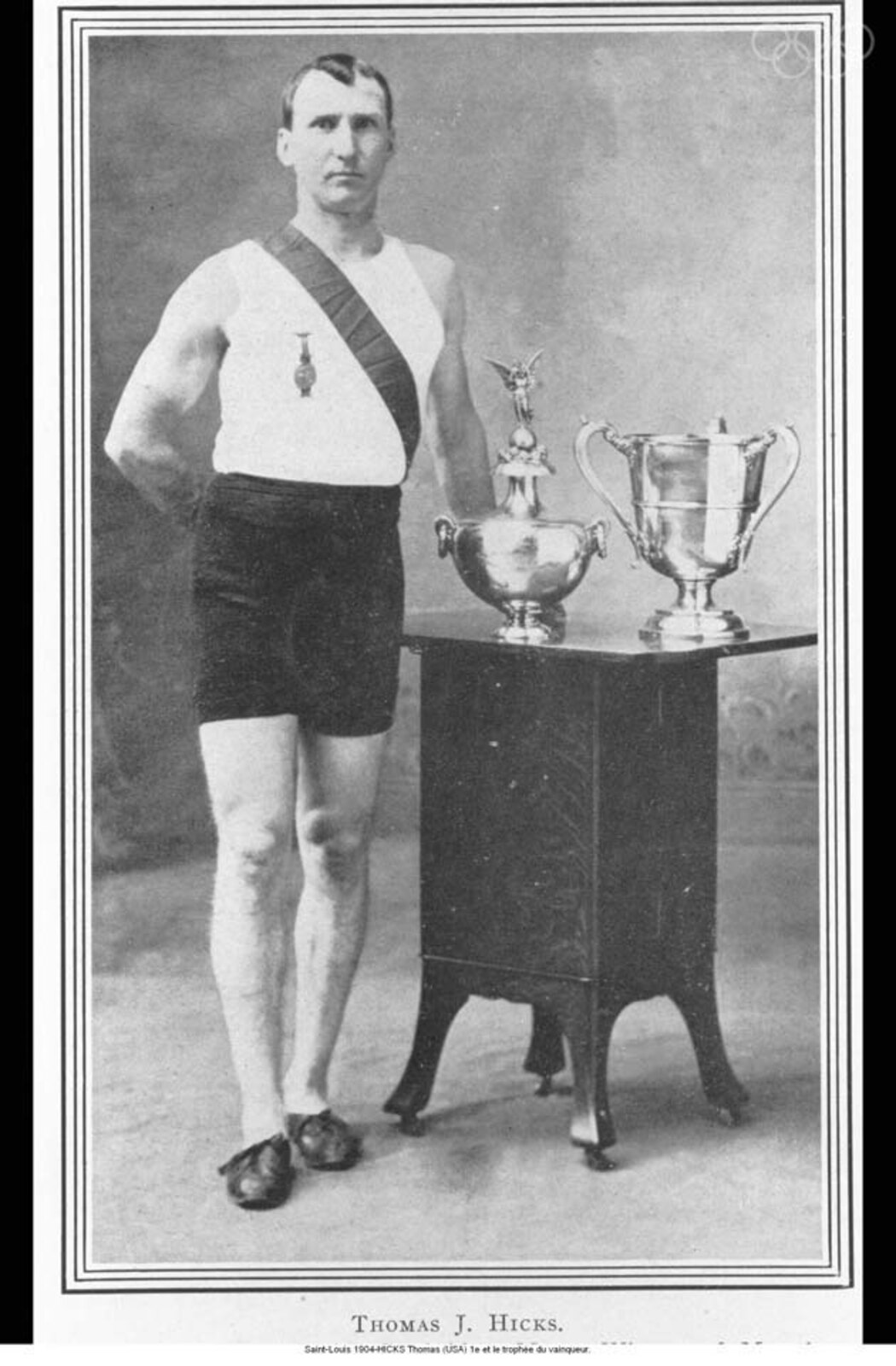
Thomas Hicks posant à côté du trophée du vainqueur.

Sources : Olympedia et Comité international olympique.
| Place | Numéro | Athlète                        | Temps           |
| ----- | ------ | ------------------------------ | --------------- |
| 1     | 20     | Thomas Hicks                   | 3 h 28 min 53 s |
| 2     | 7      | / Albert Corey                 | 3 h 34 min 52 s |
| 3     | 12     | Arthur Newton                  | 3 h 47 min 33 s |
| 4     | 3      | Félix Carvajal                 | Inconnu         |
| 5     | 26     | Dimitrios Veloulis             | Inconnu         |
| 6     | 22     | David Kneeland                 | Inconnu         |
| 7     | 17     | Henry Brawley                  | Inconnu         |
| 8     | 39     | Sidney Hatch                   | Inconnu         |
| 9     | 35     | Len Taunyane (Afrique du Sud)  | Inconnu         |
| 10    | 6      | Christos Zechouritis           | Inconnu         |
| 11    | 21     | Harry Devlin                   | Inconnu         |
| 12    | 36     | Jan Mashiani (Afrique du Sud)  | Inconnu         |
| 13    | 30     | John Furla                     | Inconnu         |
| 14    | 28     | Andrew Oikonomou               | Inconnu         |
| —     | 11     | Edward Carr                    | DNF             |
| —     | 34     | Georgios Drosos                | DNF             |
| —     | 19     | Robert Fowler                  | DNF             |
| —     | 14     | John Foy                       | DNF             |
| —     | 23     | William Garcia                 | DNF             |
| —     | 32     | Kharilaos Giannakas            | DNF             |
| —     | 1      | Bertie Harris (Afrique du Sud) | DNF             |
| —     | 33     | Thomas Kennedy                 | DNF             |
| —     | 45     | John Lordan                    | DNF             |
| —     | 38     | Ioannis Loungitsas             | DNF             |
| —     | 37     | Georgios Louridas              | DNF             |
| —     | 10     | Samuel Mellor                  | DNF             |
| —     | 9      | Frank Pierce                   | DNF             |
| —     | 29     | Petros Pipiles                 | DNF             |
| —     | 18     | Guy Porter                     | DNF             |
| —     | 13     | Michael Spring                 | DNF             |
| —     | 25     | Georgios Vamkaitis             | DNF             |
| DQ    | 31     | Frederick Lorz                 | 3 h 13 min 0 s  |

•  DNF : N'a pas terminé (did not finish)
•  DQ : Disqualification (disqualification)

## Postérité

### Au sujet de la course

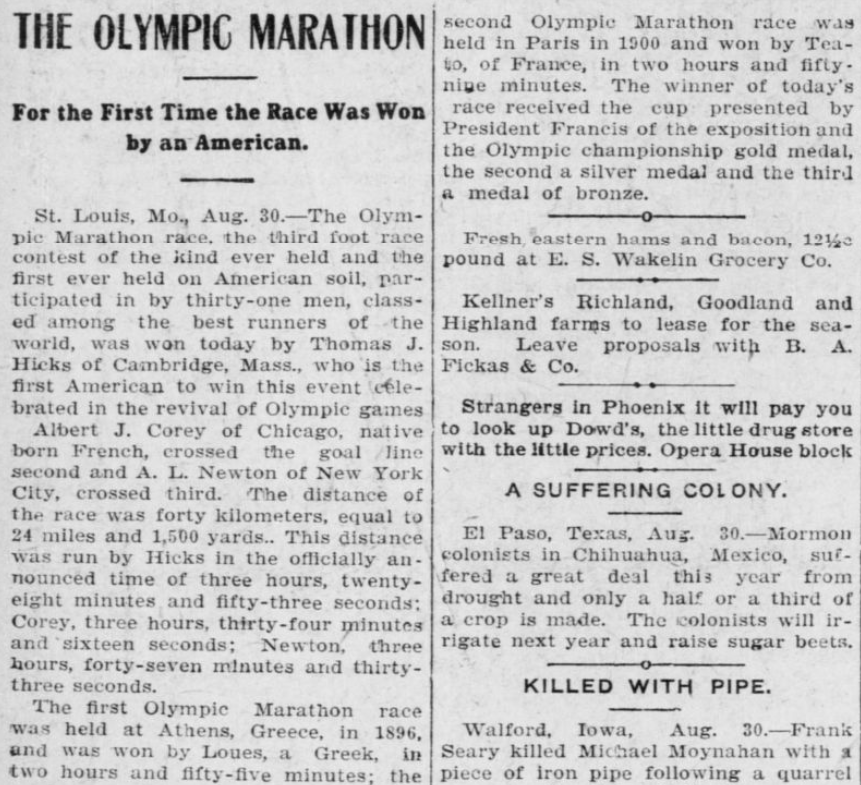
Article de presse du 31 août 1904 dans l'Arizona Republican rapportant les résultats de la course.

Le format entier du marathon devient controversé après cette épreuve bâclée, si bien que l’épreuve a failli disparaître du programme olympique,. Le directeur des Jeux olympiques de 1904, James E. Sullivan, commente après coup que « courir 25 milles est trop demander à l'endurance humaine... cela ne peut se justifier que d'un point de vue historique »,, quand bien même ce sont ses défauts d'organisation qui ont mis en danger les athlètes,,.

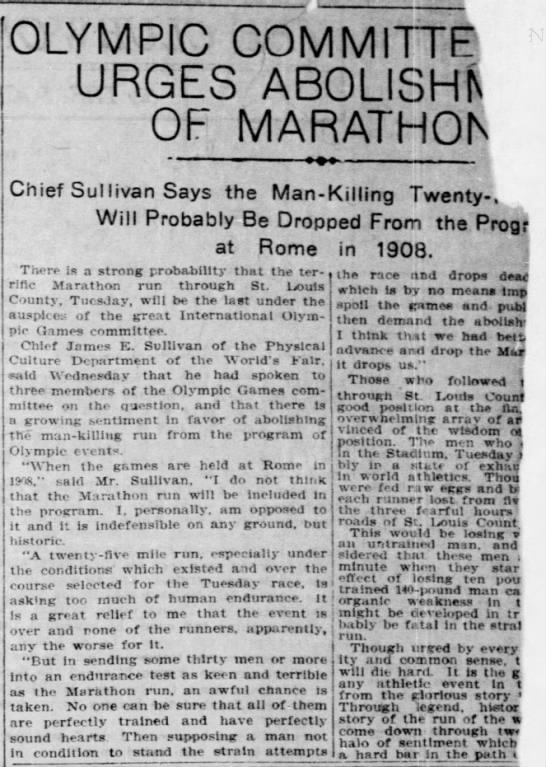
Article de presse du 1er septembre 1904 dans le St. Louis Post-Dispatch avec un entretien de James E. Sullivan évoquant un possible abandon du marathon aux Jeux olympiques.

L'absence volontaire d'hydratation pour les athlètes est un des points majeurs de critique contemporaine de l'organisation de ce marathon,. La privation d'eau est un temps considérée comme une chose positive même après ce marathon « conduit de façon scientifique »,, le St. Louis Republic écrivant par exemple en 1905 que la course a démontré qu'en « évitant l'utilisation d'eau, prise par la bouche, les crampes sont évitées »,. James E. Sullivan pense de même, constatant que la strychnine n'avait pas aidé et n'admettant toujours pas que la déshydratation est un facteur abaissant la performance. Cependant, grâce au développement des connaissances scientifiques au cours du XXe siècle, il apparaît que c'est l'exact inverse et que la déshydratation est bien la cause des maux observés chez les coureurs de ce marathon ; le fait de stratégiquement limiter la consommation d'eau pendant un marathon reste toutefois courant jusque dans les années 1980 selon John MacAloon. Cela est a posteriori considéré comme une réelle expérience néfaste, sur des sujets non consentants, à l'instigation des responsables des Jeux, d'autant que plusieurs coureurs sont passés proches de la mort lors de l'épreuve,,. À ce sujet, The Guardian surnomme un siècle plus tard James E. Sullivan « le sadique ». Nancy J. Parezo note que d'autres expériences athlétiques ont été réalisées par le directeur des Jeux et l'équipe du Département de la culture physique au cours de l'olympiade de 1904, la plupart étant toutefois bien moins dangereuses que ce marathon.
David Martin et Roger Grynn commentent que si les règles contemporaines de bonne foi étaient alors en place, le vainqueur Thomas Hicks aurait certainement été disqualifié. Ils notent par ailleurs le traitement préférentiel reçu par l'athlète, devenu le favori de Hugh C. McGrath et Charles J. P. Lucas — dont le statut reste ambigu, ayant été simultanément l'aide d'un coureur et officiel de la course, en rédigeant le rapport des Jeux — à partir du 10e mille. Ce dernier confie lui-même que Hicks n'était pas le meilleur coureur et que « trois hommes auraient dû le battre », notamment Félix Carvajal, s'ils avaient reçu une aide comparable ; il ne considère cependant pas cette conclusion injuste, montrant presque de la fierté pour le dopage fourni en indiquant que « la course du marathon, d'un point de vue médical, a démontré que les drogues sont un grand avantage pour les athlètes »,,. Toujours selon David Martin et Roger Grynn, Thomas Hicks aurait en réalité été bien plus rapide sans l'administration du cocktail de strychnine et d'alcool, un dépresseur et diurétique. Aucun athlète ne sera disqualifié pour dopage sur un marathon olympique avant la disqualification de Madina Biktagirova lors du marathon féminin de 1992 aux Jeux de Barcelone,.
La fraude de Frederick Lorz et son moyen de locomotion mécanique est ensuite devenu un type de triche classique dans les marathons. Il est ainsi souvent cité en exemple et mis en parallèle avec Rosie Ruiz, qui a successivement triché en 1979 et 1980 aux Marathons de New York puis de Boston, notamment en utilisant le métro,,,. Il est cependant à noter qu'un autre athlète, Spyrídon Belókas, avait fraudé de façon similaire en s'asseyant dans une charrette au premier marathon olympique de 1896 et avait vu sa troisième place lui être retirée,.
Les événements cocasses de cette épreuve font qu'elle est considérée par le Comité international olympique lui-même comme la « plus étrange course de l'histoire olympique ». Elle est par ailleurs très rapportée par des journaux contemporains, le Smithsonian Magazine évoquant le « plus étrange marathon jamais couru » et Le Parisien quant à lui le « marathon le plus fou ». Le Wall Street Journal est plus sévère, considérant que les Jeux de 1904 dans leur ensemble, surtout à cause de ce marathon, sont « honteux et devraient être oubliés ».

### Au sujet des coureurs
S'il est souvent rapporté que le vainqueur Thomas Hicks aurait été tellement affaibli qu'il aurait pris sa retraite sportive le lendemain de la course,,,, il a en réalité pris part à au moins six autres marathons jusqu'en 1909,. Cette confusion prend certainement source dans le fait que Charles J. P. Lucas évoque un arrêt de la compétition dans son rapport, qui n'a donc dû qu'être temporaire.

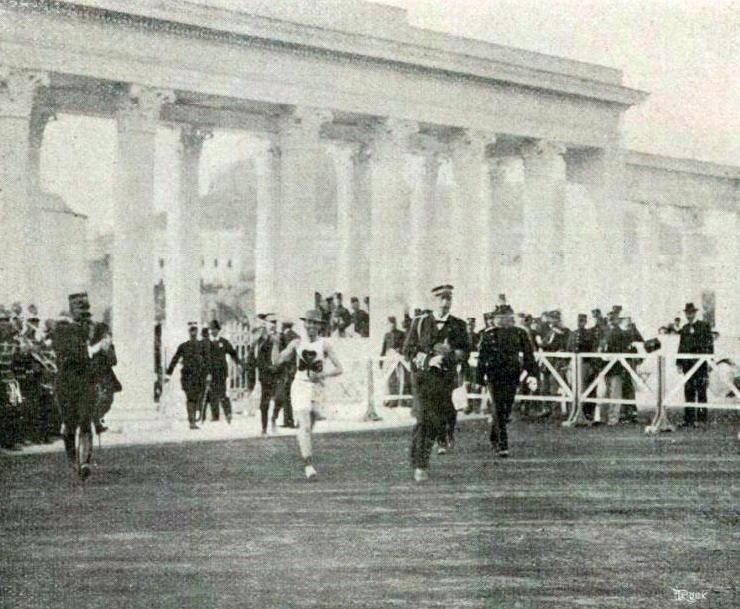
Arrivée de Billy Sherring au marathon des Jeux olympiques intercalaires de 1906, auquel Félix Carvajal n'a pu participer à la suite d'une confusion de calendrier.

Félix Carvajal continue son travail de facteur, sans gratification particulière du gouvernement cubain, mais participe néanmoins à d'autres épreuves de fond aux États-Unis grâce à cette révélation lors du marathon olympique avant de retourner à Cuba. Sa performance lui permet aussi d'obtenir une bourse du gouvernement grec ainsi qu'une invitation au marathon des Jeux olympiques intercalaires de 1906, à Athènes, ; il apparaît également possible qu'il ait lui-même récolté de l'argent auprès de la population cubaine, similairement à ce qu'il avait fait pour la course de Saint-Louis. Toutefois, toute trace de lui est perdue après son débarquement en Italie et il est déclaré mort à Cuba ; il revient finalement à La Havane un an plus tard à bord d'un bateau à vapeur espagnol, sans que ses activités pendant l'année écoulée ne soient précisées,. D'autres sources évoquent qu'il serait simplement arrivé en retard pour le marathon à Athènes, probablement à cause d'une erreur de transcription du calendrier julien — encore utilisé en Grèce à cette époque — en grégorien, puis aurait décidé de rester en Europe pour concourir dans de nombreuses autres épreuves de fond afin de financer son voyage retour après avoir remporté une cinquantaine de prix,.
L'histoire des deux premiers coureurs noirs sud-africains Len Taunyane et Jan Mashiani inspire ensuite divers auteurs, comme le dramaturge Eugene O'Neill pour sa pièce Le marchand de glace est passé (The Iceman Cometh, 1946) jouée à Broadway ou encore la romancière Sonja Loots pour son livre Sirkusboere (2011). Toutefois, le véritable destin des athlètes reste inconnu, l'historien du sport Floris van der Merwe spécule qu'ils aient pu retourner en Afrique du Sud et y travailler comme fermiers pour Piet Cronjé ou encore décider de rester aux États-Unis, potentiellement en tant que membres d'une troupe de danse traditionnelle,.
Si la médaille d'argent d'Albert Corey est initialement comptée pour les États-Unis, le Comité international olympique décide officiellement dans une lettre de janvier 2021 de rétroactivement l'attribuer à la France, à la suite des travaux de recherche et de la publication de l'ouvrage Albert Corey : 1878-1926 : la France aux Jeux olympiques de 1904 par l'historien amateur Clément Genty,,.
En 2023, une démarche de contestation du classement s'opère via la découverte de documents issus de journaux américains,.